# مزرع الفتح (ضنك)
مزرع الفتح منطقة سكنية تقع في ولاية ضنك، التابعة لمحافظة الظاهرة في سلطنة عمان. يقدر عدد سكانها بـ 4 نسمة حسب إحصاء عام 2010 التابع للمركز الوطني للإحصاء والمعلومات الحكومي. رمز المنطقة هو 100340253.

## الوصلات الخارجية
- المركز الوطني للإحصاء والمعلومات، سلطنة عمان